# Pinalia acridostachya
Pinalia acridostachya là một loài thực vật có hoa trong họ Lan. Loài này được (Benth.) Kuntze miêu tả khoa học đầu tiên năm 1891.